# Merengue
Merengue [meˈɾeŋɡe] (spanisch für „Meringue“, „Baiser“) ist eine lateinamerikanische Musikrichtung aus der Dominikanischen Republik und der dazugehörige Tanz.
Seit 2016 ist sie in der UNESCO-Liste des immateriellen Kulturerbes der Menschheit enthalten. Zuvor, 2005, erklärte ein Präsidialdekret der dominikanischen Regierung am 26. November den Nationalfeiertag der Merengue und definierte ihn damit offiziell als ihren Nationaltanz.

## Geschichte und Verbreitung

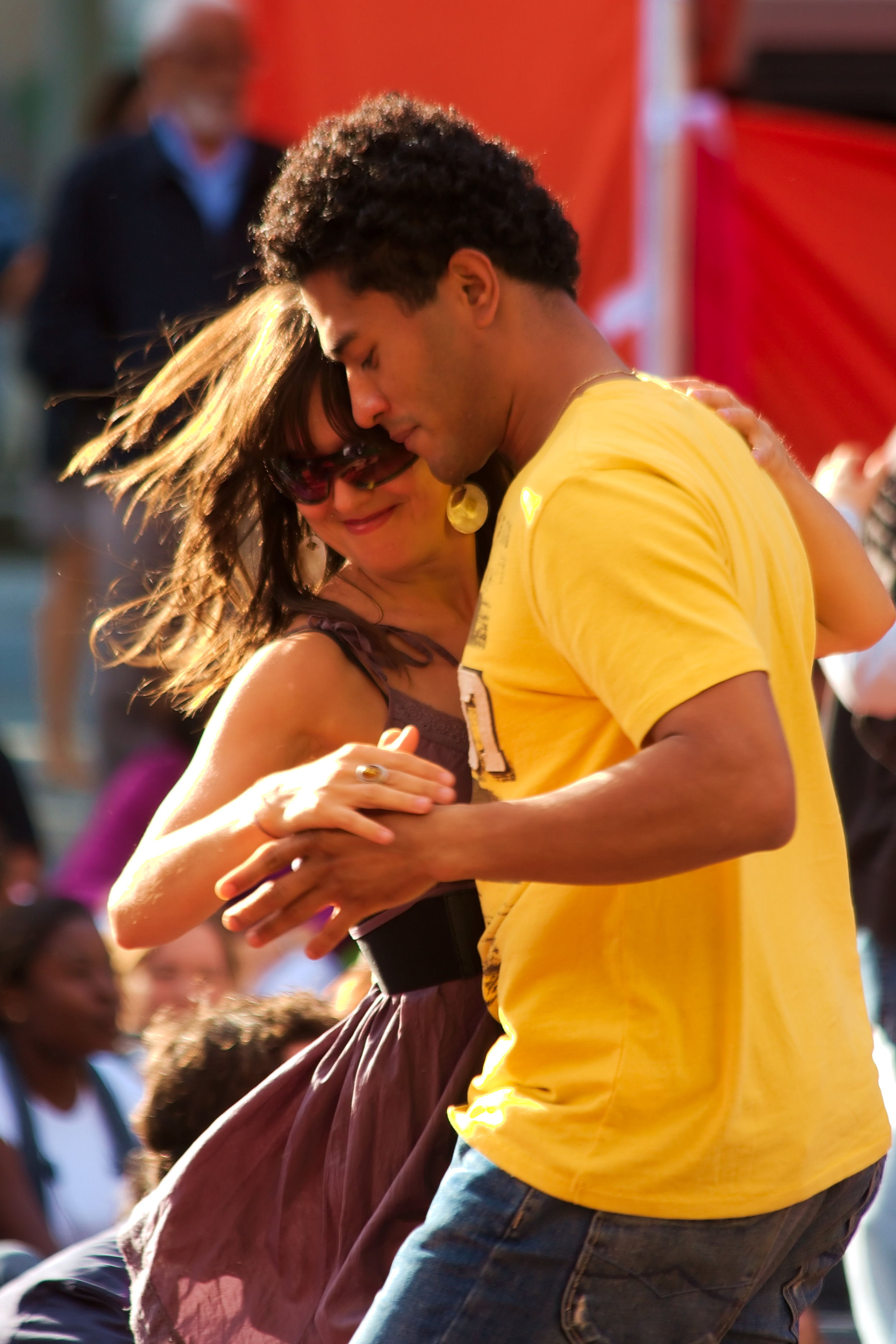
Paar beim Tanz einer Merengue

Die Ursprünge des Tanzes bleiben im Dunkeln. Mitte des 19. Jahrhunderts war der Merengue nur unter der Landbevölkerung zu Hause, dagegen nahmen ihn die exklusiven Salons der Städte mit ihren Tanzorchestern nicht wahr. Das änderte sich schlagartig unter der Ära Rafael Trujillo. Der Diktator entdeckte in den 1930er-Jahren den Merengue als Propagandamittel und wurde zum großen Förderer der Musik. Allerdings war ihm der Merengue nicht „europäisch“ genug. Er wies daher die Komponisten an, mehr Orchesterinstrumente in die Arrangements aufzunehmen, ließ die Musik in den staatlichen Radioprogrammen spielen, er inszenierte prachtvolle Bälle, die er selbst als Tänzer eröffnete, und initiierte verschiedene Merengue-Festivals, insbesondere in Santo Domingo (welche er in „Ciudad Trujillo“ umbenannte).
Die Entwicklung ließ sich von da an nicht mehr aufhalten: Auch nach dem Tod Trujillos 1961 wurde der Merengue geradezu zum nationalen Kulturgut, mit dem sich alle Dominikaner identifizieren. Das berühmte „Festival del Merengue“ im Juli in Santo Domingo ist immer noch der wichtigste Musikwettbewerb des Merengue, neben den Weihnachtsfeiern im Dezember, dem Merengue-Festival in Puerto Plata im Oktober oder den Karnevalsfeiern in Santo Domingo, La Vega und Santiago de los Caballeros. Das Datum des „Festival del Merengue“ ist mit dem nationalen Feiertag Puerto Ricos abgestimmt, dem 25. Juli. Abgesehen davon, dass die Puerto-Ricaner die Verabschiedung ihrer Konstitution mit vier Feiertagen krönen, in denen sie zum Festival auf die Nachbarinsel reisen können, ist der Merengue in Puerto Rico nicht nur äußerst populär, Puerto Rico hat auch viele sehr bekannte Merengue-Musiker hervorgebracht. Weitere Merengue-Festivals gibt es noch in Miami, wo der Merengue im berühmten „Premio Lo Nuestro“ verschiedene Kategorien einnimmt, sowie in Venezuela mit dem Venezolanischen Merengue. Auf den englischsprachigen Karibikinseln finden sich rhythmische Anklänge im Calypso, der aber aufgrund der kulturellen Verschiedenheiten eine andere Entwicklung nahm.

## Musik und Stil
Merengue wird im Zwei-Viertel-Takt gespielt. Jeder Taktschlag wird durch einen Trommelschlag deutlich betont, was den Rhythmus eingängig und simpel macht. Das Tempo der Stücke variiert von 120 bis 180 bpm.
Die Instrumentierung war ursprünglich ländlich geprägt: Tamboras, Güiras und später im 20. Jahrhundert das Akkordeon. Diese traditionellen Merengue-Combos, die aus nur zwei bis vier Musikanten bestanden, wurden auch „perico ripiaos“ genannt. Sie waren mobil und konnten auf Fiestas im Hause oder unter freiem Himmel aufspielen. Mit der zunehmenden Beliebtheit auch in den städtischen Tanzsalons und auf dem internationalen Musikmarkt wurden in Merengue-Gruppen auch Piano, Bass, Blechbläser und Saxophone aufgenommen. Im Techno-Zeitalter der Diskotheken vermischte sich der Merengue mit Hip-Hop- und House-Elementen, gespielt auf Synthesizern. Die traditionelle Dreiteilung eines Merengue-Liedes (früher Einleitung – Hauptteil – Crescendo) ist noch zum Teil erhalten geblieben: Neben Strophe und Refrain findet sich oft eine Einleitungsphase, die den Tanz vorbereitet und aus einem oft langsam-getragenen Rhythmus besteht. Refrains werden oft mehrmals hintereinander wiederholt. Merengues sind meistens Liebeslieder, die Texte beziehen sich auf Frauen, Sehnsucht, enttäuschte Liebe. Grundsätzlich können die Themen aber aus dem gesamten Alltag gewonnen werden, vorgetragen mit viel lateinamerikanischem Witz und manchmal auch mit sozialkritischen Untertönen.

## Merengue als Tanz
Der Ursprung des Tanzes wird oft mit Geschichten über Piraten in Verbindung gebracht, unter deren Angriffen die Insel im 17. Jahrhundert litt und die mit ihren „Klumpfüßen“ den Tanz geprägt haben sollen. Wahrscheinlicher ist jedoch, dass 1838–1849 ein Tanz aus Havanna, genannt „Urpa“ oder „Upa Habanera“ über Puerto Rico nach Santo Domingo gelangte. Dieser Tanz hatte einen Satz, der „Merengue“ genannt wurde. Im Ganzen lässt sich über die Anfänge des Tanzes aber nichts Genaues mehr erfahren.
Merengue wird als Paartanz getanzt. Jeder Taktschlag wird gleichmäßig mit einem Schritt nach vorne, hinten oder zur Seite getanzt. Charakteristisch für den Tanzstil ist bei jedem Schritt eine markante Hüftbewegung. Dadurch erhält der Tanz eine stark sinnliche Komponente. Unterstützt wird dies durch eine sehr körperbetonte Tanzweise – eine offene Tanzhaltung ist eher die Ausnahme. Eine wichtige Rolle spielen bei den Drehungen die Arme, welche einzelne, sehr aufwendige Figuren und Kombinationen erzeugen („Wickelfiguren“). Zu beachten gibt es aber, dass Dominikaner für gewöhnlich kaum oder keine Figuren in ihren Tanz einbauen. Es wird zumeist damit begründet, dass jede Figur bei diesem körperbetonten Tanz die Tanzpartner voneinander wegbringe.
Die International Dance Organization (IDO) richtet seit einiger Zeit schon Welt- und Europameisterschaften sowie World Cups im Merengue aus.
Stilelemente des Merengue-Tanzes finden sich in den Filmen My Blue Heaven und Dirty Dancing.

## Musiker und Gruppen
Die meisten Vertreter des Merengue kommen aus der Dominikanischen Republik. Ihr bekanntester Repräsentant ist sicherlich Juan Luis Guerra. Zuvor hatte in den 1980er-Jahren bereits Wilfrido Vargas den Merengue international bekannt gemacht. Der bekannteste puerto-ricanische Sänger ist Elvis Crespo.
Unter den Merengue-Hip-Hop-/Merengue-House-Gruppen haben sich insbesondere Los Ilegales, Proyecto Uno, Sandy y Papo und Fulanito einen Namen gemacht. Sie mischten den traditionellen Stil mit stampfenden Rhythmen und Hip-Hop-artigem Sprechgesang und feierten so Ende der 1990er-Jahre große Erfolge in ganz Lateinamerika, aber auch in den USA und Kanada sowie in den Latin-Clubs in Europa.
Innerhalb der Dominikanischen Republik konnte sich Merengue-Hip-Hop nicht richtig durchsetzen. Die Dominikaner bevorzugen meist die traditionelle und etwas raue und vor allem sehr schnelle Variante der Merengue típico, die sie auch Güiri güiri oder Merengue caliente (heißer Merengue) nennen. Überall im Land, auch in kleinen Ortschaften, finden vor allem an Wochenenden Fiestas statt mit Gruppen und Interpreten wie El Prodigio y su Superbanda, Fefita la Grande, José el Calvo, María Díaz oder La India Canela.
Touristen im Raum Puerto Plata können solche Fiestas in Montellano (an der Hauptstraße), im Nuevo Car Wash in Sosúa (am Ortsausgang nach Cabarete) oder in den Diskotheken in Sabaneta de Yásica, Gaspar Hernández oder Río San Juan erleben, gelegentlich auch in der Diskothek „Surftown“ in der Nähe von Cabarete.
Eines der populärsten und am meisten gecoverten Merengue-Lieder ist El Venao, die Geschichte eines gehörnten Ehemanns.
Im Sommer 2005 gelang dem Dominikaner Papi Sánchez mit dem Merengue-Titel Enamórame der Einzug in die europäischen und deutschen Charts.

### Merengue-Festivals
Zweiwöchige Merengue-Festivals finden u. a. in Santo Domingo und Puerto Plata statt. Dazu gehören Märkte, Paraden, Schönheitswettbewerbe und Folklore.

### Bekannte Merengue-Vertreter
- Agapito Pascual
- Aguakate
- Antony Santos
- Alex Bueno (* 1963)
- Amarfis y la Banda de Atakke
- Andy Peña
- Angel Viloria
- Anthony
- Charlie Valens
- Dionneh
- DL1
- Eddy Herrera (* 1964)
- El Jeffrey
- El Prodigio y su Superbanda
- Elvis Crespo (* 1971)
- Fefita la Grande
- Fernando Villalona (* 1955)
- Fidelina Pascual
- Francisco Ulloa
- Fulanito
- Grupo Manía
- Guandulito
- Johnny Ventura (1940–2021)
- Joseíto Mateo (1920–2018)
- Jossie Esteban
- Juan Luis Guerra (* 1957)
- Julián y Oro Duro
- Kinito Méndez (* 1961)
- La Banda Gorda
- La India Canela
- La Linea
- La Mákina
- Los Hermanos Rosario
- Los Ilegales
- Los Umbrellos
- Magic Juan
- Mala Fe
- Manny Manuel
- María Díaz (* 1968)
- Milly Quezada (* 1955)
- Moreno Negrón
- Olga Tañón (* 1967)
- Omega y su Mambo Violento
- Oro Solido
- Papi Sánchez
- Peña Suazo
- Pochy y su Cocoband
- Proyecto Uno
- Raffy Matías
- Rikarena
- Rubby Pérez (1956–2025)
- Señales de Humo
- Sergio Vargas (* 1960)
- Tatico Henriquez
- Tony Tun Tun (* 1977)
- Toño Rosario (* 1955)
- Tulile (* 1976)
- Wilfrido Vargas (* 1949)
- Yoskar Sarante (1970–2019)
- Zafra Negra